# Lac de Međeš
Le lac de Međeš (en serbe cyrillique : Језеро Међеш) est un lac de barrage situé en Serbie près du village de Šatrinci, dans la municipalité d'Irig et dans la province autonome de Voïvodine.
Le lac est également connu sous les noms de lac de Međaš et de lac de Šatrinci (Шатриначко језеро et Šatrinačko jezero).

## Présentation
Le lac, situé à 2 kilomètres de Šatrinci, a été créé par un barrage sur le Međeš, une rivière qui fait partie du système hydrologique de la Jarčina, un affluent de la Save. Il est bordé par une plage, très fréquentée en été.